# ستاری ماخنوو
ستاری ماخنوو (به لهستانی:  Stary Machnów) یک روستا در لهستان است که در گمینا لوبچا کرولوسکا واقع شده‌است.